# Stato della Borgogna
Lo Stato della Borgogna o lo Stato dell'Ordine della Borgogna (in tedesco Ordensstaat Burgund), era l'idea di un ipotetico stato proposto da elementi della Germania nazista, in particolare dalle Schutzstaffel e dal loro capo Heinrich Himmler, che doveva essere stabilito nella Francia occupata durante la seconda guerra mondiale. Il nome proveniva dallo Stato dell'Ordine Teutonico e il progetto si inserisce nell'ambito del misticismo nazista e dell'organizzazione delle SS stesse.

## Denominazione
Il nome stesso Borgogna deriva dai Burgundi, una tribù germanica, che fondò il Regno di Borgogna. Un gran numero di diversi paesi e regioni nel corso della storia sono stati identificati con questo nome o controllati da uno stato con sede in Borgogna.

## Progetto

### Sostenitori del progetto
Il sostenitore più deciso alla ricreazione di uno stato borgognone controllato dai tedeschi era il Reichsführer-SS Heinrich Himmler. Secondo Himmler, la Borgogna, da lui definita "un antico centro economico e culturale", era stata "ridotta a nient'altro che un'appendice francese, nota solo per la sua produzione di vino". Questo piano prevedeva la trasformazione della Borgogna in uno stato modello situato nominalmente al di fuori del Grande Reich Tedesco, ovvero che avrebbe un proprio esercito, leggi e servizi postali, ma comunque governato da un governo nazista.
Se queste fossero semplicemente idee di Himmler o, come sosteneva lui stesso, godessero del pieno sostegno di Hitler non è stato provato dalla documentazione storica. L'obiettivo di Hitler nei confronti della Francia era di eliminarla definitivamente come minaccia strategica alla sicurezza tedesca.

### Estensione territoriale
Doveva comprendere Romandia, Piccardia, Amiens, Champagne, Reims, Troyes, Franca Contea, Digione, Chalon, Nevers, Hainaut, Brabante, Limburgo, Fiandre e Lussemburgo (Belgio). Doveva anche essere collegato sia con il Mar Mediterraneo che con la Manica. La capitale e la sede amministrativa furono provvisoriamente proposte come Digione, Lione o Nancy (Nanzig). La sua lingua ufficiale doveva essere tedesco, ma inizialmente sarebbe stato anche francese.

### Stesura del progetto e obiettivi
La campagna del 1940 nell'Europa occidentale fu condotta dopo che Francia e Gran Bretagna avevano attaccato la Germania in modo che il fianco occidentale della Germania potesse essere messo in sicurezza. Con questo in mente, furono fatti ampi piani in modo che la Francia potesse essere ridotta a uno stato più piccolo e come un vassallo tedesco permanente, mantenuto saldamente in uno stato di dipendenza al Deutsches Reich. Così la Germania non avrebbe avuto più motivo di temere le armate francesi.
Su richiesta di Hitler, i pianificatori tedeschi delinearono che, dopo la caduta della Francia nel 1940, la Germania avrebbe annesso a titolo definitivo un'ampia striscia della Francia orientale, tornando ai confini tardo medievali della Francia con il Sacro Romano Impero. Questo piano, ideato dal Ministero dell'Interno del Reich, costituisce la base per la linea nord -est che separava la "zona proibita" della Francia occupata dai tedeschi dal resto delle aree. Proponeva l'insediamento di un milione di contadini tedeschi, mentre la popolazione di lingua francese doveva essere reintegrata. Queste aree, così come la Vallonia, furono definite "in realtà tedesche", a causa del loro storico passato tedesco, e dovevano quindi essere reintegrate nel Reich tedesco.
Nel 1942 Hitler menzionò anche che l'ex territorio del Regno di Borgogna, che la Francia "aveva sottratto alla Germania nel suo momento più debole" avrebbe dovuto essere annessa alla Germania nazista.

### Proposta per uno Stato della Bretagna
C'erano anche proposte di uno stato bretone, come vassallo tedesco. Lo stesso Hitler ha menzionato questa intenzione più di una volta ai suoi capi militari, ma alla fine sembrava che questo progetto non gli interessasse molto.